# Caixa Negra (álbum)
Caixa Negra é o décimo segundo álbum de estúdio da banda portuguesa de pop rock, GNR. Editado em 23 de março de 2015 pela IndieFada, e distribuído pela Sony Music, o disco foi produzido, misturado e masterizado por Mário Barreiros e gravado por Andrés Malta no estúdio General Eléctrico, na cidade de Matosinhos, apenas com os três elementos base do grupo.
Trinta e três anos depois da estreia da banda, o trio Reininho, Tóli e Romão realizaram mais um disco brilhante, composto por dez temas que vestem uma sonoridade mais autêntica que revive as origens, com menos instrumentos, com teclados quase sempre ao rubro e guitarras com uma agilidade próxima do funk. As letras das canções revelam a criatividade escrita de Rui Reininho e a composição musical evidencia o talento e a mestria do trabalho de Tóli César Machado, acompanhados pelo influente e harmonioso baixista Jorge Romão.
Após um interregno de cinco anos do lançamento do último álbum de estúdio, a banda portuense apostou fortemente na criação de uma editora própria, na qual produziram um pulquérrimo trabalho musical. Caixa Negra marca um ponto de viragem na carreira dos GNR, assinalado sobretudo pela independência discográfica. O álbum foi eleito o melhor disco português, em 2015, pela  equipa da revista Blitz.

## Antecedentes e desenvolvimento
Entre 2011 e 2015 a banda viveu um período fértil de edições de coletâneas, com destaque para Voos Domésticos (2011), que na opinião dos membros a gravação desse trabalho foi alvo de mais uma sucessão de más experiências. Investiram, então, em 2015, num projeto auspicioso, ambicioso e bem sucedido. Conquistaram a independência com a criação da IndieFada, editora própria da banda, para dessa forma terem o controlo dos trabalhos que sempre quiseram realizar. Caixa Negra assinalou a estreia discográfica do novo empreendimento dos GNR, criado em 'mãos próprias'. O sentimento é mútuo entre os membros quando se fala em experiências menos positivas com editoras e produção de discos e isso verificou-se, por exemplo, com a coletânea Voos Domésticos, que na opinião de Tóli: “Esse disco foi uma proposta que a nossa editora da altura, a EMI, nos fez. Nós aceitámos, mas aquilo que queríamos realmente gravar era um disco acústico ao vivo com o espetáculo que estávamos a fazer", desabafou, para depois concluir: "Esse não foi um disco muito conseguido.”

"Acho que o Caixa Negra tem um pouquinho de várias fases. É, portanto, um best of, mas com originais. No meu caso, identifico coisas que já tinha escrito nos anos 70. Por exemplo, a Caixa Negra é um esboço dos anos 70. É também um bocadinho da primeira vez em que fui a um ensaio dos GNR, em que o Tóli aparece numa lambreta. Não, numa vespa, à chuva (…) Tem ali algumas histórias pescadas da gaveta."

– Reininho fala do novo álbum.
 No rescaldo dessa experiência o grupo apontou o dedo ao produtor Flak pelo desastre do produto final. A gravação refletiu o cunho do produtor em prejuízo da identidade sonora dos GNR. Ao contrário, Caixa Negra, mostrou a capacidade do produtor Mário Barreiros em aproveitar o melhor que a banda teve para dar, em vez de impor as suas ideias. O desejo retido por gravar um trabalho acústico, ao vivo, fora então realizado com a gravação de Afectivamente ao Vivo, no emblemático Theatro Circo, em Braga, no dia 22 de maio de 2015. Nesse disco os GNR sentiram-se bastante satisfeitos com os novos arranjos, remediando assim as versões menos conseguidas no referido trabalho de 2011.
Caixa Negra foi concluído no estúdio a 12 de janeiro de 2015 e lançado nos escaparates a 23 de março do mesmo ano. O disco contém nove inéditos e recupera o tema "Desnorteado", de 1984, numa nova versão. Na análise de Tóli: "É um bocadinho voltar ao início, com menos convidados, e retomamos o som dos GNR, aquelas marcas da banda, nas baterias, nas guitarras, um som mais limpo, com menos instrumentos". E acrescenta: "O facto de termos ido só nós os três para estúdio era importante. Um pouco o regresso ao passado." Do álbum, foram extraídos três singles: "Cadeira Eléctrica", em 5 de dezembro de 2014, como tema de apresentação, seguiu-se "Caixa Negra", em 25 de setembro de 2015  e por fim, a 4 de julho de 2016, a balada "Dançar SOS" presenteou os fãs com um agradável dueto de Reininho com Rita Redshoes.
Caixa Negra foi também lançado no formato vinil, no dia 18 de abril de 2015, inserido no evento Record Store Day – que celebra o dia das lojas de discos e da música em formato físico – criado nos Estados Unidos, em 2007, e propagou-se pelo mundo até chegar a Portugal. O momento é assinalado anualmente em mais de uma dezena de lojas com alguns lançamentos especiais. Os GNR regressaram assim à edição em vinil, desde o álbum Sob Escuta de 1994, numa tiragem limitada a 250 cópias pela Rastilho Records.

## Composição
O décimo segundo álbum de estúdio Caixa Negra foi considerado o único 'disco negro' da banda, numa divertida alusão ao sentido de humor dos próprios membros. Rui Reininho escreveu as letras e Tóli César Machado encarregou-se da estrutura e composição musical de todos os temas. A inspiração para a criação das canções veio, em parte, por influência do que habitualmente costumam ouvir tanto na rádio como na vida quotidiana. Instrumentalmente tornou-se notório no disco uma mudança em relação às composições anteriores e isso deveu-se, segundo Tóli, pelo facto de ter havido um regresso às origens, isto é, sem convidados, só os três elementos do costume a tocar. Foi intencional que assim fosse porque o disco foi um sério investimento do próprio grupo.
O alinhamento abre com o tema título do álbum, uma canção que se destaca pela positiva, em que a banda conjugou de forma exemplar a sonoridade rock com apontamentos de funk.
A faixa "Não Há Guerra" apresenta uma excecional performance na guitarra que acompanha uma fantástica letra, com realce para o trecho: "O caracol olha para a navalha e pensa / Só me corto se avançar". Trata-se de uma analogia à longa carreira da banda, quando admitiram que cometeram vários erros no passado mas que serviram para aprenderem e evoluírem, evitando assim no futuro de cometerem novas falhas. Segue-se "Cadeira Eléctrica" com registo rock e acompanhado por magníficos arranjos ao piano embelezados pelo singular timbre do vocalista. A canção, considerada uma das melhores do álbum, serviu de single de apresentação e foi acompanhada por um teledisco produzido e realizado por André Tentugal, que detém no seu currículo trabalhos com várias bandas portuguesas. No vídeo, o realizador expôs um imaginário mirabolante e surreal a quanto se pode prestar a incomparável lírica de Reininho. Seguindo o alinhamento do disco, "Desnorteado" é um tema recuperado do álbum Defeitos Especiais (1984) que no texto original Reininho escreveu: "É natural que eu me sinta desnorteado / No meio de tanta fruta podre", sem que fosse possível perceber que fruta podre se referiu o autor, e ainda, "Abro na página quarenta / Só me sai placenta", verso, que na versão de 1984 foi reforçado pela recriação do som de um arroto que acompanhava uma batida mais acelerada. Ao contrário, na nova versão de 2015, a eructação foi prescindida e o ritmo tornou-se bem mais lento, com traços a lembrar um tango, com arranjos para piano e violino. Importa referir que o novo arranjo fora criado, em 2013, para promover o evento gastronómico da "Essência do Vinho", em que dois vinhos com o nome "Desnorteado" foram desenvolvidos pelo enólogo Luís Duarte, a partir de vinhas de Reguengos de Monsaraz, situadas no Alentejo.
Por outro lado, a sonoridade funky de "Triste Titan" abre de forma notável a porta a "Dançar Sós", a bela e delicada balada ao piano. O tema foi regravado em estúdio e editado em single, numa versão em dueto, e produzido um vídeo que retrata uma envolvente dança partilhada por Rui Reininho e Rita Redshoes, tal como aconteceu nos espetáculos onde ambos se cruzaram pela primeira vez. A realização e produção do teledisco ficou novamente a cargo de André Tentugal. Caixa Negra – que a própria banda apelidou de "EP longo com cheirinho a mini CD" – é um álbum que consegue seduzir em alguns registos por ser ágil e intenso, quase dramático, jovial e espirituoso, com os jogos de palavras de Reininho a alcançar alturas vertiginosas, como é o caso do trecho na faixa "Honolulu": "Cheira um pouco a azedo o quarto do meu amor / Talvez leite do seu seio, na jarra morta uma flor". O alinhamento encerra com "MacAbro", um tema vanguardista, cativante e original, demonstrando que não fora casual a sua escolha para o desfecho do álbum. Em suma, a visão que os GNR transmitiram com o disco, segundo Reininho: "São as nossas mensagens de esperança numa vida para além da morte, que acho que é a intenção dos artistas: ficar alguma coisa nossa, para vocês." É, pois, um disco muito íntimo, mas não intimista, feito com privacidade para ser o mais público possível.

## Repercussão

### Crítica
| Críticas profissionais | Críticas profissionais |
| Avaliações da crítica  | Avaliações da crítica  |
| Fonte                  | Avaliação              |
| ---------------------- | ---------------------- |
| Blitz                  | "Favorável"            |
| Sábado                 | [ 20 ]                 |
| Espalha Factos         | [ 14 ]                 |

Em 2015, Caixa Negra foi eleito o melhor disco da música portuguesa pela equipa da revista Blitz, contribuindo para a solidificação do sucesso alcançado, ao mesmo tempo que a estação de rádio Antena 3 classificava o trabalho dos GNR como um dos melhores trinta discos nacionais do ano. Para a revista Sábado o disco foi definido como um trabalho triunfante e surpreendente, envolvido numa pop sofisticada, e uma evidência: "Esta Caixa Negra diz que os GNR estão vivos". Ainda nesse ano os três senhores do Porto foram nomeados para os Globos de Ouro na categoria de 'Melhor Grupo', e a revista Time Out, da delegação de Lisboa, direcionou rasgados elogios ao novo disco referindo que os GNR: "são ainda, muito provavelmente, a melhor banda portuguesa".

### Promoção
Iniciaram, em fevereiro de 2015, a digressão "GNR–Caixa Negra" percorrendo o país de norte a sul, passando naturalmente pelas salas de espetáculos mais emblemáticas, tais como, Theatro Circo em Braga, Coliseu do Porto e Coliseu de Lisboa. Merece destaque o concerto surpresa realizado na rua de Cândido dos Reis, na histórica cidade invicta, no dia 27 de março de 2015, perante uma vasta plateia de admiradores, conhecidos pelo histórico veraz sentido crítico. Expectantes, os GNR obtiveram uma calorosa e frenética receção com resultados muito positivos, como recordou o baixista Romão: "As pessoas que estão a trabalhar connosco é que nos sugeriram esse concerto. Nunca se fez nada do género no Porto, mas os U2 fizeram o lançamento de um disco no telhado de um prédio e foi uma loucura". Os temas apresentados nesse concerto foram "Caixa Negra", "Triste Tristan", "MacAbro", "Não Há Guerra" e "Cadeira Eléctrica", acrescido de três outros temas recuperados de discos anteriores, num total de trinta e seis minutos de atuação.
Para colmatar o vazio instrumental nos concertos ao vivo, os três elementos dos GNR convidaram alguns músicos de suporte. Assim, para a digressão "GNR–Caixa Negra" mantiveram na guitarra Andy Torrence e convidaram Paulo Borges bem como o consagrado Samuel Palitos para ocuparem, respetivamente, as teclas e a bateria.
Os elogios sobre a prestação dos músicos cresceu exponencialmente, contribuindo para que se mantivesse essa formação de suporte ao vivo. Posteriormente Tiago Maia substituiu Andy Torrence na guitarra. Em 2016, a banda celebrou o trigésimo quinto aniversário de carreira com concertos significativos, como foram as participações com a Orquestra Sinfónica da Escola Profissional de Viana do Castelo, no dia 6 de fevereiro, no Centro Cultural daquela cidade, e com a Banda Sinfónica da Guarda Nacional Republicana, no dia 25 de junho, na Avenida dos Aliados, no Porto, revivendo a dupla GNR+GNR que presenteou o público com um variado e extenso repertório da memória pública.

## Desempenho comercial
O álbum Caixa Negra alcançou diretamente a quinta posição na tabela nacional de vendas, na qual permaneceu durante uma semana, para depois ir descendo até ao 26º lugar, mantendo-se por quatro semanas.

## Lista de faixas
O disco compacto é composto por dez faixas em versão padrão. Rui Reininho é autor de todas as letras e Tóli César Machado compositor em todas as músicas. "Desnorteado" é um tema recuperado de 1984 cuja composição foi partilhada por Tóli César Machado, Rui Reininho, Jorge Romão e Alexandre Soares.
| CD             |                         |                                            |         |  |
| N.º            | Título                  | Compositor(es)                             | Duração |  |
| 1.             | "Caixa Negra"           | Rui Reininho / Tóli César Machado          | 4:05    |  |
| 2.             | "Os Moscas"             | Rui Reininho / Tóli César Machado          | 3:51    |  |
| 3.             | "Não Há Guerra"         | Rui Reininho / Tóli César Machado          | 4:03    |  |
| 4.             | "Cadeira Eléctrica"     | Rui Reininho / Tóli César Machado          | 3:05    |  |
| 5.             | "Desnorteado (em 2015)" | Reininho / Tóli / Romão / Alexandre Soares | 3:03    |  |
| 6.             | "Triste Titan"          | Rui Reininho / Tóli César Machado          | 3:42    |  |
| 7.             | "Dançar SOS"            | Rui Reininho / Tóli César Machado          | 3:30    |  |
| 8.             | "Honolulu"              | Rui Reininho / Tóli César Machado          | 3:05    |  |
| 9.             | "Apontar"               | Rui Reininho / Tóli César Machado          | 3:34    |  |
| 10.            | "MacAbro"               | Rui Reininho / Tóli César Machado          | 2:43    |  |
| Duração total: | Duração total:          | Duração total:                             | 32.29   |  |

## Créditos
Lista-se abaixo os profissionais envolvidos na elaboração de Caixa Negra, de acordo com o encarte do disco compacto.
| Produção - Mário Barreiros: produção, misturas e Masterização - Andrés Malta: Gravação - André Brito: Fotografia | Convidados estúdio - Ianina Khmelik: Violino - Mário Barreiros: Guitarra |

| Músicos - Rui Reininho: Vocal - Tóli César Machado: guitarra, piano, teclas e Bateria - Jorge Romão: baixo e vocal de apoio | Músicos de suporte ao vivo - Andy Torrence: Guitarra solo (saiu em 2015) - Tiago Maia: Guitarra solo - Paulo Borges: Teclas - Samuel Palitos: Bateria - Ianina Khmelik: violino |